# RE/MAX
Die RE/MAX Holdings, Inc. (Real-Estate-Maximum-Konzept) ist das börsennotierte Mutterunternehmen des US-amerikanischen Franchiseunternehmens für Immobilienmakler, RE/MAX LLC.

## Geschichte
1973 gründete der damals 27-jährige Dave Liniger mit seiner Frau Gail Liniger RE/MAX in Denver (USA). Bereits Ende 1978 arbeiteten 1000 Makler in mehr als 100 Büros in den USA und Kanada. Der Markteintritt in Europa erfolgte im Jahr 1994, in Deutschland im Jahr 1996, in Österreich im Jahr 1999, in der Schweiz im Jahr 2000.
RE/MAX International umfasste 2018 ein Netzwerk von mehr als 100.000 Immobilienmaklern und über 7.400 Büros in mehr als 100 Ländern. Mit der höchsten Anzahl von Transaktionen (Verkäufen und Vermietungen) ist RE/MAX der umsatzstärkste Immobilienmakler weltweit. Durch die Ausdehnung nach Europa, Afrika, Vorderasien und Australien ist RE/MAX weltweit als Franchisegeber für Immobilienmakler tätig. In Europa hatte das Franchisesystem 2018 über 22.000 Makler in über 1.600 Büros. Europäische Schwerpunktmärkte sind u. a. Portugal, Italien, die Schweiz, Österreich und Tschechien.
Im Oktober 2013 brachte RE/MAX 10 Millionen Aktien im Rahmen einer Neu-Emission unter dem Kürzel RMAX an die New Yorker Börse (NYSE). Die Firmenmehrheit verbleibt weiterhin in Besitz der Familie Liniger.
In Deutschland gibt es 2018 über 150 Büros, in Österreich sind es 115. In der Schweiz ist die Marke seit dem Jahr 2000 als Remax Switzerland präsent.

## Unternehmenskonzept
Rechtlich unabhängige und selbständige Immobilienmakler teilen sich im Rahmen einer Bürogemeinschaft die Kosten und Leistungen eines Büros. Der Franchisegeber (= Bürobetreiber) überlässt an die Makler (= Lizenznehmer) neben den Büroarbeitsplätzen auch die Nutzung an der Marke.

## Kritik
RE/MAX begann 1995 die Tätigkeit in Israel und wurde dort inzwischen zum größten Immobilienhändler in der Westbank. Diese problematischen Operationen in besetztem Gebiet veranlassten die Generalversammlung der Presbyterianer im Juni 2016, Investitionen in die Firma zu überdenken. Während die Zentrale in den USA durch Dave Liniger versprach, die Aktivitäten dort einzustellen, was eine scharfe Resolution verhinderte, erklärte der Israel-CEO Bernard Raskin, nichts dergleichen zu tun.